# 若月 (駆逐艦)
若月（わかつき）は、日本海軍の駆逐艦。秋月型駆逐艦の6番艦である。名称は、月齢2、3日の細い月をさす「若月」から。

## 概要
三菱長崎造船所で建造。1942年（昭和17年）3月9日に起工。1943年（昭和18年）5月31日に竣工後、訓練部隊の第十一水雷戦隊に所属。8月15日附で第61駆逐隊に編入。11月初旬のブーゲンビル島沖海戦に参加、つづいて米軍機動部隊艦載機によるラバウル空襲を小破で切り抜けた。損傷修理のため、練習巡洋艦「鹿島」などと共に11月下旬内地へ帰投。
1944年（昭和19年）6月19日、マリアナ沖海戦に参加。空母「大鳳」（第一航空戦隊旗艦）が米潜水艦「アルバコア」の雷撃と誘爆で沈没すると、第一機動艦隊長官小沢治三郎中将や古村啓蔵参謀長など小沢艦隊司令部は「若月」に移乗した。その後、機動部隊司令部は重巡洋艦「羽黒」を経由して空母「瑞鶴」に移った。
同年10月末、捷一号作戦に伴うレイテ沖海戦では、小沢機動部隊として参加。同海戦で空母4隻沈没後、「若月」は内地にはもどらず軽巡「大淀」と共に奄美大島からフィリピンルソン島のマニラへ進出。第二遊撃部隊（指揮官志摩清英第五艦隊司令長官）に編入され、レイテ島地上戦にともなう多号作戦（レイテ島増援作戦）に従事した。11月11日、多号作戦に従事中の「若月」は、米軍機の空襲により駆逐艦「島風」等と共にレイテ島オルモック湾で撃沈された。

## 艦歴

### 建造経緯
1939年（昭和14年）度計画（④計画）仮称109号艦。
日本海軍は三菱長崎造船所で建造された戦艦「武蔵」が進水したあとの船台で、秋月型駆逐艦複数隻を同時に建造した。
第109号艦（若月）は1942年（昭和17年）3月9日に起工した。8月20日、軽巡洋艦「矢矧」や海防艦（択捉、松輪、佐渡、隠岐）等と共に命名され、同日附で艦艇類別等級表に登録。11月24日、「若月」は進水。進水式には、11月19日に着任したばかりの佐世保鎮守府司令長官南雲忠一中将が臨席した。
1943年（昭和18年）5月1日、日本海軍は駆逐艦「白露」艦長、「峯雲」艦長等を歴任した鈴木保厚中佐（当時、駆逐艦「満潮」艦長）を、「若月」艤装員長に任命した。5月31日、竣工。鈴木中佐は制式に「若月」駆逐艦長（初代）となる。主要初代幹部は、佐藤定郎大尉（砲術長）、森健二中尉（水雷長）、多田和夫大尉（機関長）、関口吉孝予備中尉（航海長）。艤装員事務所は撤去され、同日附で横須賀鎮守府籍となる。

### 昭和18年の行動
1943年（昭和18年）5月31日の竣工をもって、「若月」は訓練部隊の第十一水雷戦隊（司令官木村進少将、旗艦「龍田」）に編入される。6月5日、瀬戸内海（桂島泊地）に到着。駆逐艦「島風」等と共に訓練に従事する。6月8日、桂島泊地で戦艦「陸奥」が爆沈、十一水戦は救助作業に従事した。
6月22日、「若月」は駆逐艦「玉波」とともに瀬戸内海を出港して戦艦「武蔵」護衛のため横須賀に向かい、6月23日に到着する。間もなく「若月」「玉波」は、米潜水艦「ハーダー (USS Harder, SS-257) 」の雷撃で大破した元特設水上機母艦「相良丸」（日本郵船、7,189トン）救難作業（駆逐艦「沢風」が救難中）への協力を命じられる。「相良丸」は天竜川の河口に座礁した。6月27日、「若月」「玉波」は瀬戸内海に帰投した。
7月7日、内海西部から横須賀に移動。7月12日まで、航空母艦「冲鷹」の護衛を務めた。それ以外の時期は、瀬戸内海で訓練に従事する。「若月」は軽巡「龍田」と共に夜間水上戦闘の訓練も行った。この頃、舞鶴での修理を終えた駆逐艦「霞」が第十一水雷戦隊所属艦として桂島泊地に到着、各艦（龍田、能代、若月、霞）は共に訓練に従事した。8月1日、瀬戸内海を出撃して再び横須賀へ向かい、8月2日に到着。8月15日付で第61駆逐隊（駆逐隊司令大江覧治大佐）に配属され、同隊は秋月型駆逐艦3隻（涼月、初月、若月）となった。
8月17日、連合艦隊司令長官古賀峯一大将直率の主力部隊として内地を出撃し、8月23日にトラックへ到着。トラック諸島に進出後、第三艦隊司令長官小沢治三郎中将率いる機動部隊と行動をともにする。機動部隊は9月と10月にマーシャル諸島方面へ出撃したが、会敵の機会がなかった。この頃、姉妹艦「秋月」が戦線に復帰して第61駆逐隊に復帰（再編入）、同隊はようやく秋月型4隻（涼月、初月、若月、秋月）となった。
トラックに帰投して間もなく「ろ号作戦」が発動され、ラバウルなどへの航空要員の緊急輸送を行うこととなった。10月30日、第十戦隊（司令官大杉守一少将）旗艦の軽巡洋艦「阿賀野」以下4隻（阿賀野、若月、初風、長波）はトラックを出撃し、11月1日朝にラバウルに到着した。

#### ブーゲンビル島沖海戦
ところが、この11月1日未明にアメリカ軍がブーゲンビル島タロキナ岬に上陸し、ブーゲンビル島の戦いが始まった。これを受け、第五戦隊司令官大森仙太郎少将麾下の連合襲撃部隊と輸送隊（第11駆逐隊司令山代勝守大佐、駆逐艦〔天霧、文月、卯月、夕凪、水無月〈ブカ島行〉〕）は14時30分にラバウルを出撃し、26ノットの速力でエンプレス・オーガスタ湾のアメリカ艦隊および輸送船団目指して進撃した。このうち輸送隊は逆上陸の見通しが立たなくなったことから、夜に反転してラバウルに帰投した（「水無月」はブカ輸送実施）。
翌11月2日未明、エンプレス・オーガスタ湾手前にてアーロン・S・メリル少将率いる第39任務部隊の軽巡洋艦と駆逐艦の部隊に遭遇し、ブーゲンビル島沖海戦（連合軍呼称「エンプレス・オーガスタ湾海戦」）が起こる。第39任務部隊は丁字戦法を以って第五戦隊以下の進撃を阻み、第五戦隊以下は突入を阻止された上に重巡洋艦「妙高」と駆逐艦「初風」が衝突。軽巡洋艦「川内」と「初風」が沈没。損傷艦多数を出し、米軍輸送船団撃滅の作戦目的を放棄してラバウルに帰投した。「川内」座乗の第三水雷戦隊司令官は潜水艦「呂104」に救助され、ラバウルに戻った。

#### ラバウル空襲
11月5日、第38任務部隊（フレデリック・シャーマン少将）はラバウルに対する空襲を敢行（ラバウル空襲）。同地へ進出したばかりの第二艦隊司令長官栗田健男中将麾下の重巡洋艦部隊（愛宕〈第二艦隊旗艦〉、高雄、摩耶、鈴谷、最上、筑摩）は摩耶大破航行不能・愛宕艦長戦死等の大損害を受けた（ラバウル空襲）。「若月」は至近弾により、多少の浸水被害があった。南東方面艦隊司令長官草鹿任一中将は重巡部隊に帰投を命じ、栗田艦隊（大破した「摩耶」を除く）はラバウル進出中の2隻（鳥海、涼波）を含めてトラック泊地に戻っていった。
11月6日、草鹿中将は第十戦隊・第二水雷戦隊・第三水雷戦隊の戦力でタロキナ逆上陸作戦を再開。支援部隊（第十戦隊司令官）指揮下の第一支援部隊（阿賀野、若月、風雲、浦風）、第二水雷戦隊司令官指揮下の第二支援隊（能代、早波、長波〈「時雨」は修理のためブカ島輸送組へ〉）、挺身輸送隊（第31駆逐隊司令香川清登大佐）指揮下の警戒隊（大波、巻波）、輸送隊（天霧、文月、卯月、夕凪）およびブカ島輸送隊（夕張、水無月、時雨）をもって輸送作戦を実施。水上部隊は13時にラバウルを出撃、挺身輸送隊は11月7日0時7分にタロキナ上陸地点に到着し0時45分に揚陸を終了。支援隊は「阿賀野」と「若月」が空襲を受け軽微の被害を受けたが、各艦とも大きな被害はでず11月4日午前7時にラバウルへ帰投した。
11月11日朝、米軍機動部隊はふたたびラバウル空襲を実施。駆逐艦「涼波」（第32駆逐隊）が沈没、「長波」（第31駆逐隊）が大破航行不能、「阿賀野」は魚雷命中により艦尾をもぎとられた。第十戦隊（若月、浦風）も小破した。草鹿中将はラバウル所在水上艦艇のトラック泊地退避を下令。第十戦隊の駆逐艦「若月」と「風雲」は第二水雷戦隊各艦（軽巡「能代」、第32駆逐隊〈藤波、早波〉、第27駆逐隊〈五月雨〉）と共にトラックへ回航される重巡洋艦「摩耶」（第四戦隊）、潜水母艦「長鯨」を護衛してラバウルを出港。トラック泊地からの救援艦（長良、涼月、初月）等と合流後、各艦は11月14日 - 15日にかけてトラック泊地に到着した。
つづいて第十戦隊の駆逐艦2隻（若月、山雲）は内地へ戻る3隻（潜水母艦「長鯨」、練習巡洋艦「鹿島」、特設巡洋艦「護国丸」）を護衛してトラック泊地を出発。11月19日、「山雲」は艦隊を追跡する米潜水艦「スカルピン (USS Sculpin, SS-191) 」を発見し、撃沈して生存者約40名を捕虜とした。「山雲」はトラック泊地に戻り、残る艦は内地への航海を続ける。11月25日朝、日本近海で「若月」は「鹿島」以下瀬戸内海回航組と分離。11月26日に横須賀に帰投し、同地で修理を実施する。修理と機銃増備工事が行われるも12月21日に缶室で火災事故が発生して修理完了が翌年1月9日となった。修理中の12月12日、第61駆逐隊司令は大江大佐から泊満義大佐に交代。

### 昭和19年の行動
修理を終えた「若月」は横須賀から内海西部に移動。1944年（昭和19年）2月6日、第十戦隊（軽巡洋艦〈矢矧〉、第10駆逐隊〈風雲、秋雲、朝雲〉、第61駆逐隊〈初月、若月〉）は空母2隻（翔鶴、瑞鶴）、重巡洋艦「筑摩」を護衛して洲本沖を出撃し、2月13日 - 14日に昭南（シンガポール）へ到着。第61駆逐隊はリンガ泊地に回航されて訓練に入る。
3月15日、第61駆逐隊（初月、若月）は日本向けの輸送物件を搭載してシンガポールを出港し、3月21日に呉到着。到着直前の3月20日附で去る1月16日に戦死した泊大佐に代わり天野重隆大佐（前職第10駆逐隊司令）が第61駆逐隊司令に任命された。

#### マリアナ沖海戦
天野司令を迎えた第61駆逐隊（初月、若月）はリンガ泊地に向かう新鋭空母「大鳳」を護衛して3月28日に瀬戸内海を出撃。4月4日、シンガポールに到着した。その後、修理中の「涼月」以外の第61駆逐隊（初月、若月、秋月）は対潜哨戒や第一航空戦隊（大鳳、翔鶴、瑞鶴）の訓練支援に従事する。
5月、第61駆逐隊（初月、若月、秋月）は第十戦隊各艦と共に行動。5月11日、あ号作戦準備発令に伴って機動部隊を護衛してリンガ泊地を出撃し、5月15日にタウィタウィに到着して湾外での対潜掃討に従事する。6月6日、駆逐艦「水無月」「若月」は給油船「興川丸」を護衛してバリクパパン（ボルネオ島）を目指してタウイタウイ泊地（スールー諸島）を出撃。同日夜、「水無月」はダバオ南東海上でアメリカ軍潜水艦「ハーダー」の雷撃により沈没。同航していた「若月」も雷撃されるが被害はなく、6月8日にバリクパパン着。6月13日の第一機動艦隊（小沢治三郎中将）のタウィタウィ出撃には同行できず、第一補給部隊を護衛した後6月17日に第一機動艦隊に合流した。
6月19日のマリアナ沖海戦第一日目、「若月」は「大鳳」視界内にて直衛を務めるが、「大鳳」は米潜水艦「アルバコア (USS Albacore, SS-218) 」 の雷撃によって損傷。14時32分に大爆発を起して沈没の危機に瀕すると、第一機動艦隊司令部（司令長官小沢治三郎中将、参謀長古村啓蔵少将等）はカッターボートで「大鳳」から脱出、「若月」に移乗した。「若月」は小沢司令部が16時6分に重巡洋艦「羽黒」（第五戦隊旗艦、司令官橋本信太郎少将）に移るまで、第一機動艦隊の臨時旗艦となった。「大鳳」艦長菊池朝三大佐以下生存者は駆逐艦「磯風」に救助された。
海戦第二日目の6月20日、小沢長官は「羽黒」から翔鶴型2番艦「瑞鶴」に旗艦を変更。小沢中将直率の甲部隊（空母「瑞鶴」、第五戦隊〈妙高、羽黒〉、第十戦隊〈矢矧、磯風、浦風、初月、若月、秋月、霜月、朝雲〉）は輪形陣を形成、「若月」は旗艦「瑞鶴」の左後方に位置し、午後からのアメリカ第58任務部隊（マーク・ミッチャー中将）の艦載機による空襲に対して10センチ砲弾440発、機銃弾4,000発を撃った。海戦に敗れ、6月22日に中城湾に寄港の後、各艦は6月24日 - 25日にかけて瀬戸内海に帰投。
6月28日、若月と「霜月」は当時の連合艦隊旗艦である軽巡洋艦「大淀」（司令長官豊田副武大将）を護衛して横須賀に向かう。横須賀に到着後、横須賀海軍工廠で機銃増備と13号電探の設置工事が行われた。7月1日附で水雷長が森健二郎大尉から加藤文夫大尉（駆逐艦春雨沈没時の水雷長）に交代。
7月5日、「若月」「霜月」は横須賀を出港して呉に移動。呉に到着後は遊撃部隊乙部隊に加わり、第十戦隊（旗艦「矢矧」、第17駆逐隊〈磯風、浜風〉、秋月型2隻〈若月、霜月〉）は軍艦3隻（戦艦〈長門、金剛〉、重巡〈最上〉）を護衛して7月8日に呉を出撃する。乙部隊は沖縄本島に配備される陸軍部隊を中城湾で降ろし、次いでマニラで軍需品を陸揚げしたあと、7月20日にリンガ泊地に到着。月末、「若月」はシンガポールで入渠整備をおこなった。8月、第十戦隊各艦と共に、リンガ泊地方面で哨戒と訓練に従事。9月12日、第十戦隊の駆逐艦4隻（若月、磯風、浦風、浜風）はリンガ泊地を出港し、9月19日、呉に到着。同地で「若月」は第17駆逐隊（磯風、浦風、浜風）と別れ、瀬戸内海において第二遊撃部隊（第五艦隊）、空母機動部隊とともに待機する。
10月に入り、第十一水雷戦隊各艦（松型駆逐艦）、第61駆逐隊、第41駆逐隊は機動部隊に編入。台湾沖航空戦の勃発にともない、第61駆逐隊は第六五三海軍航空隊の人員と基地物件を高雄へ輸送する任務を命じられた。この命令（任務）は間もなく取り消され、練習巡洋艦「鹿島」と第30駆逐隊（夕月、卯月）が担当することになった。10月17日 - 18日、大分を出撃して九州沿岸を南下中の第61駆逐隊（涼月、若月）は、米潜水艦「ベスゴ (USS Besugo, SS-321) 」に襲撃され、魚雷2本（不発1本）が命中した「涼月」が中破。「若月」は爆雷攻撃を行い、「涼月」の避退を掩護した。

#### レイテ沖海戦
10月17日、アメリカ軍がフィリピンレイテ湾のスルアン島に上陸（10月19 - 20日、レイテ島に上陸開始）。翌10月18日、日本軍は捷一号作戦を発動した。この作戦は小沢中将率いる機動部隊が囮となって第38任務部隊（マーク・ミッチャー中将）をひきつけ、その隙に栗田中将率いる第一遊撃部隊がレイテ湾に突入し、アメリカ軍の上陸部隊を撃破するというものであった。10月20日夕刻、小沢機動部隊は豊後水道を出撃。10月24日、本隊から分離した前衛6隻（第四航空戦隊〔日向〈旗艦〉、伊勢〕、秋月型4隻〔初月、秋月、若月、霜月〕）は夜襲を試みるも成果なく、夜半過ぎに本隊に合流した。ハルゼー提督は「栗田艦隊は壊滅的打撃を受けた」をと判断し、標的を小沢機動部隊にむけた。
10月25日、小沢機動部隊はエンガノ岬沖で第38任務部隊の艦載機による空襲を受ける（エンガノ岬沖海戦）。空襲により姉妹艦「秋月」、軽巡「多摩」（空襲で被雷損傷して単艦退避中、潜水艦「ジャラオ」による）、空母3隻（瑞鶴、瑞鳳、千歳）は沈没。健在駆逐艦3隻（初月、若月、桑）は「瑞鶴」「瑞鳳」の乗員救助にあたった。つづいて軽巡「五十鈴と「若月」は、当時まだ沈んでいなかった「千代田」救援のため南下、すると第38任務部隊から分離して日本艦隊を追撃中の第34任務部隊（ウィリス・A・リー中将）の巡洋艦部隊（司令官ローレンス・T・デュボース少将）と交戦することになった。
デュボース隊は、まず「千代田」を砲撃して撃沈し、さらに小沢部隊を追撃した。第61駆逐隊司令天野重隆大佐は2隻（五十鈴、若月）を逃がすために司令駆逐艦「初月」を反転し、米艦隊と交戦の末に撃沈される。「初月」の決死の掩護により、若月以下各艦は死地を脱した。避退後、「若月」は再度の夜襲を企図した「伊勢」「日向」「大淀」「霜月」と合流した。「若月」は海戦を通じて機銃弾を多数受けたものの、それ以上の被害はなかった。また「秋月」「初月」の沈没により、第61駆逐隊は2隻編制（涼月、若月）となった。10月27日に奄美大島に到着後、「大淀」とともにマニラ方面への進出を命じられ、「大淀」「若月」は「霜月」以下各艦から弾薬を供給された。10月29日、「大淀」「若月」は奄美大島を出発。11月1日（10月31日着とする資料あり）、マニラに到着。「若月」は多号作戦支援部隊に編入され、「大淀」と分離した。

### 多号作戦

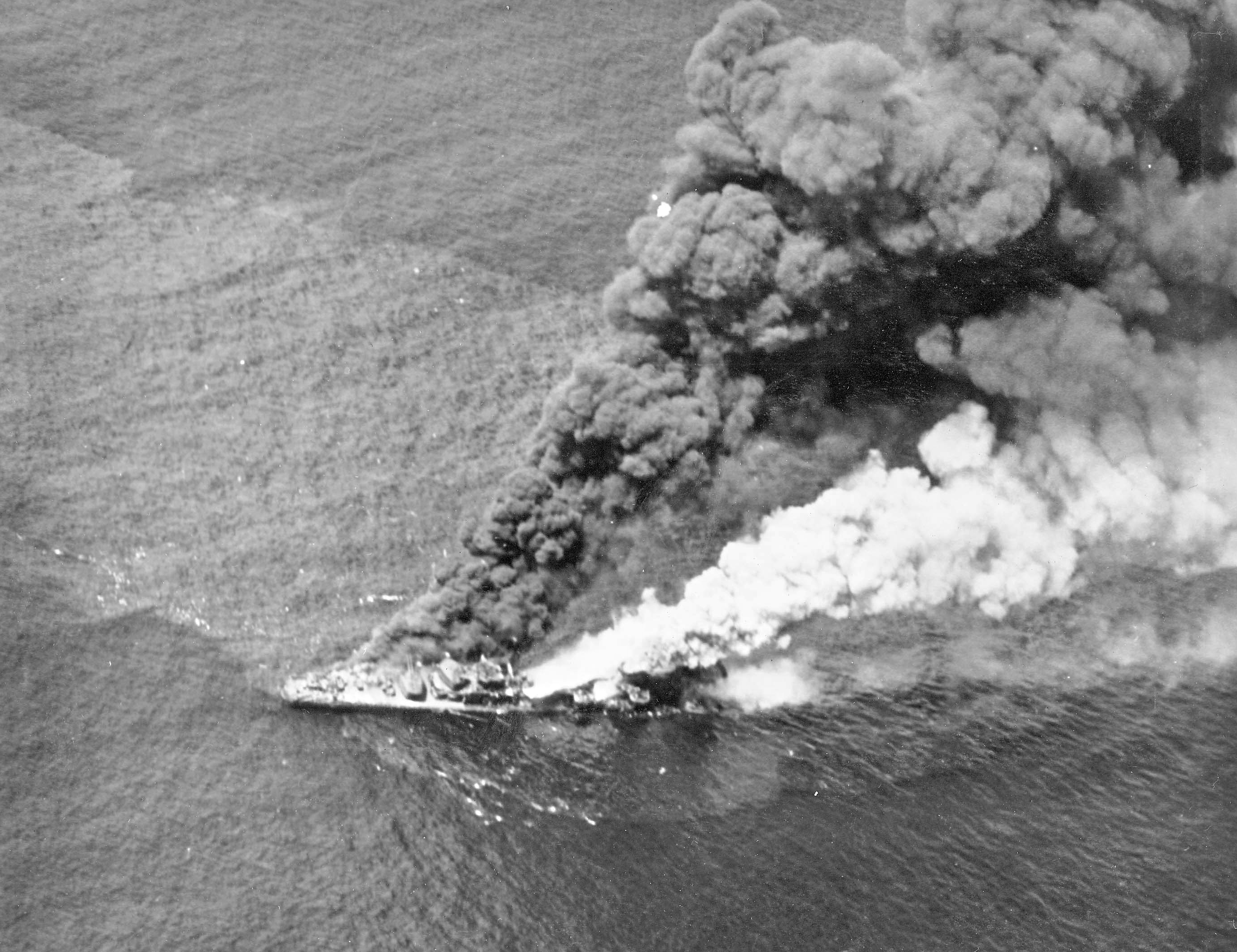
炎上し沈没寸前の若月。

フィリピンにおける日本海軍最高責任者の南西方面艦隊司令長官三川軍一中将は、レイテ島に対する増援輸送作戦を多号作戦と呼称した（10月29日、NSB電令作第30号）。連合艦隊は、すでに10月27日に第31駆逐隊（岸波、沖波、朝霜、長波）を、10月28日に第二水雷戦隊（島風、第2駆逐隊〈秋霜、清霜〉、第31駆逐隊〈前日編入済み〉、第32駆逐隊〈浜波〉）を、第一遊撃部隊（栗田艦隊）から第二遊撃部隊（指揮官志摩清英中将、第五艦隊司令長官）に編入していた。機動部隊主隊からは、秋月型駆逐艦4隻（第61駆逐隊〈若月、涼月〉、第41駆逐隊〈霜月、冬月〉）を第二遊撃部隊に編入した。秋月型4隻のうち、「涼月」と「冬月」は損傷修理が間にあわず内地で待機とされ、「若月」と「霜月」がフィリピンに進出した。11月1日、南西方面艦隊司令長官は三川中将から大川内傳七中将に交代した。大川内中将は、多号作戦の第三次から第七次までの実施計画を発令した。第三次輸送部隊と第四次輸送部隊は11月6日マニラ出撃の予定だった。
11月5日、マニラとクラーク地区は米軍機動部隊艦載機の空襲をうける。マニラ湾で重巡洋艦「那智」（第五艦隊旗艦、志摩長官以下司令部は陸上所在で無事）が沈没、多号作戦従事中の駆逐艦2隻（曙、沖波）が損傷した。空襲のため船団の出撃は遅延した。翌11月7日、空襲はなかったが第14方面軍（司令官山下奉文陸軍大将）が大本営に「レイテ輸送作戦中止」を意見具申したため、船団は出撃しなかった。連合艦隊（司令長官・豊田副武大将、参謀長・草鹿龍之介中将、参謀副長・高田利種少将、首席参謀・神重徳大佐）は南西方面艦隊に対し「十一日を期し、第一遊撃部隊（指揮官・栗田第二艦隊司令長官、旗艦「大和」）のレイテ突入と共に、第三次、第四次増援を強行するように」と通知した。
11月8日朝、「若月」は多号作戦第四次輸送部隊を護衛してマニラを出撃。第四次輸送作戦部隊は、マニラ空襲の影響で第三次輸送作戦部隊（指揮官早川幹夫第二水雷戦隊司令官）より先にオルモック湾へ向かう。優速輸送船3隻（香椎丸、金華丸、高津丸）を第一護衛部隊（指揮官松山光治少将）の海防艦4隻（沖縄、占守、11号、13号）、第一水雷戦隊司令官木村昌福少将（「霞」座乗）指揮下の駆逐艦6隻（旗艦「霞」、第2駆逐隊〈秋霜〉、第7駆逐隊〈潮〉、第31駆逐隊〈朝霜、長波〉、秋月型〈若月〉）で護衛する。また別働隊の第一号型輸送艦3隻（6号、9号、10号）も同日夕刻にマニラを出撃した。11月9日夕方にオルモック湾に到着するも、大発が揃わず揚陸作業は難航。兵員しか陸揚げできなかった。11月10日朝、第四次輸送部隊はオルモック湾を出撃してマニラに向かったが、間もなくB-25爆撃機 とP-38戦闘機 の攻撃を受ける。「海防艦11号」、陸軍特殊船「高津丸」（山下汽船、5,657トン）と輸送船「香椎丸」（大阪商船、8,407トン）が沈没。木村少将は駆逐艦3隻（霞〈旗艦〉、朝霜、長波）に救助作業を担当させ、損傷した「秋霜」以下の艦艇を輸送船「金華丸」（大阪商船、9,305トン）の護衛につけてマニラへ先発させた。
この後、木村少将は麾下の駆逐艦3隻（若月、朝霜、長波）に対し、第三次輸送部隊と合流するよう下令する。分離を命じられた3隻は、21時にマスバテ島東方のブラックロック水道で多号作戦第三次輸送部隊（指揮官・早川第二水雷戦隊司令官、旗艦「島風」）に合流。一方、第三次輸送部隊から駆逐艦「初春」「竹」が分離、第四次輸送部隊の3隻（若月、朝霜、長波）と任務を交代した。第三次輸送部隊は11月11日の正午ごろにオルモック湾に到着する予定であったが、その直前に第38任務部隊（ジョン・S・マケイン・シニア中将）の艦載機347機による空襲を受ける。輸送船4隻（泰山丸、三笠丸、西豊丸、天照丸）は沈没。続いて護衛艦艇も狙われる。11時40分、「若月」の前部と後部に爆弾が命中して北緯10度50分 東経124度31分 / 北緯10.833度 東経124.517度の地点に沈没。駆逐艦長・鈴木保厚大佐、砲術長・折笠重康少佐など、290名が戦死。なお若月生存者のうち45名がフィリピンの戦いにおける陸上兵力に転用されたとの記録が残る。第三次輸送部隊は「若月」をふくめ駆逐艦4隻沈没（若月、島風、浜波、長波）、輸送船団全滅、二水戦司令官・早川少将戦死および司令部全滅という大損害を受けた。マニラに生還したのは駆逐艦「朝霜」（他に「駆潜艇46号」とも）だけだった。
11月15日、第十戦隊は解隊されて、残存艦艇は第二水雷戦隊（11月20日の木村昌福少将任命まで二水戦司令官不在）に編入される。同日附で第61駆逐隊も解隊。既に沈没していた「若月」は、書類上第41駆逐隊に編入された。翌1945年（昭和20年）1月10日、「若月」は帝国駆逐艦籍、秋月型駆逐艦、第41駆逐隊のそれぞれから除籍された。

## 歴代艦長
※#艦長たちの軍艦史, p.357による。

### 艤装員長
1. 鈴木保厚 中佐：1943年5月1日[29] - 1943年5月31日[30]

### 駆逐艦長
1. 鈴木保厚 中佐/大佐：1943年5月31日[30] - 1944年11月11日戦死（同日附で海軍少将に進級）[210]